# جائزة نوبل في الأدب
جائزة نوبل في الأدب (بالسويدية: Nobelpriset i litteratur) هي جائزة سنوية تمنح منذ سنة 1901 لكاتب قدم خدمة كبيرة للإنسانية من خلال عمل أدبي و«أظهر مثالية قوية» حسب وصف ألفرد نوبل في وصية المؤسسة لهذه الجائزة. تفتح الجائزة، الأعرق والأكثر إعلامية وشهرة في العالم، للفائز بها أبواب العالم وتسلط الضوء على المؤلف وعمله. ما يتيح له ترويجا على نطاق عالمي واعترافا دوليا.
تكرم الجائزة أساسا الروائيين والشعراء والكتاب المسرحيين. غير أن قائمة الفائزين تشمل أيضا ثلاث فلاسفة (رودلف أوكن وهنري برجسون وبيرتراند راسل) ومؤرخ (تيودور مومسن) ورجل دولة (ونستون تشرشل لخطاباته السياسية). وفي 2013، أصبح آليس مونرو أول كاتب شبه متخصص في القصص.
وتأخذ الجائزة في بعض الأحيان أبعادا سياسية، كالوقوف في وجه الدول الشمولية. فقد فاز بالجائزة عدة كتاب منفيين أو معارضين ممنوعين من النشر في بلدانهم. يدخل في هذه الخانة كل من ميغل أنخل أستورياس وبوريس باسترناك وبابلو نيرودا وألكسندر سولجنيتسين وجاو كسينغجيان.

## خلفية
أوصى ألفرد نوبل في وصيته الأخيرة بإهداء ثروته في صورة سلسلة من الجوائز لأولئك الذين كرسوا حياتهم لخدمة البشرية وساهموا في تقدم مجالات الفيزياء، والكيمياء، والسلام، والفيزيولوجيا أو الطب، والأدب. رغم أن نوبل كتب عدة وصايا خلال فترة حياته، إلا أن الوصية الأخيرة كُتبت قبل وفاته بعام واحد، ووقع عليها في النادي السويدي النرويجي في باريس في 27 نوفمبر عام 1895. وهب نوبل 94% من مجموع ممتلكاته (التي قُدرت قيمتها بنحو 31 مليون كرونة سويدية، أو ما يعادل 198 مليون دولار أمريكي أو 176 مليون يورو في عام 2016) في صورة جوائز تُمنح لخمسة فائزين كل عام. نظرًا للشكوك التي أحاطت بتلك الجائزة، لم يوافق البرلمان النرويجي على تلك الوصية حتى 26 أبريل عام 1897. كُلف راغنار سولمان ورودولف ليليكويست بتنفيذ الوصية، وأنشآ مؤسسة نوبل للاعتناء بثروة نوبل وتنظيم فعاليات توزيع الجوائز.
تمنح لجنة نوبل النرويجية جائزة نوبل للسلام، وعُين أعضائها بعد وقت قصير من الموافقة على الوصية. وعقب ذلك تكفلت منظمات أخرى بتوزيع الجوائز: معهد كارولنسكا في 7 يونيو، والأكاديمية السويدية في 9 يونيو، والأكاديمية الملكية السويدية للعلوم. توصلت مؤسسة نوبل إلى اتفاق بشأن القواعد التي تنظم كيفية منح الجوائز. وفي عام 1900 سن الملك أوسكار الثاني قوانين مؤسسة نوبل التي أُنشأت حديثًا. ذكرت وصية نوبل أن جائزة نوبل في الأدب يجب أن تُمنح من قبل «أكاديمية ستوكهولم» التي حددتها مؤسسة نوبل لتكون الأكاديمية السويدية.

## إجراءات الترشيح ومنح الجوائز
ترسل الأكاديمية السويدية كل عام طلبات ترشيح المتنافسين على جائزة نوبل في الأدب. يُسمح لأعضاء الأكاديمية، وأعضاء مجتمع الأدب الأكاديمي، وأساتذة الأدب واللغة، والفائزين السابقين بجائزة نوبل، ورؤساء منظمات الكتابة بتزكية المرشحين للفوز بالجائزة. لا يُسمح لأحد بأن يرشح نفسه للفوز بالجائزة.
ترسل الأكاديمية آلاف من طلبات تزكية المرشحين كل عام، واعتبارًا من عام 2011 تستقبل الأكاديمية 220 مرشحًا. يجب أن تُقدم الترشيحات للأكاديمية قبل 1 فبراير، وبعدها يجب أن تخضع تلك الترشيحات للتدقيق من قبل لجنة التحكيم. وبحلول شهر أبريل تقلص اللجنة عدد المرشحين إلى 20 مرشحًا. وبنهاية شهر مايو توافق لجنة التحكيم على قائمة صغيرة تضم خمسة مرشحين فقط. وبعدها تنفق اللجنة الشهور الأربعة التالية في قراءة أعمال المرشحين الخمسة وإمعان النظر فيها. يدلى أعضاء اللجنة بأصواتهم في شهر أكتوبر، والشخص الفائز بجائزة نوبل هو من يحصل على أكثر من نصف عدد الأصوات. لا يمكن لأحد أن يفوز بالجائزة إن لم يظهر اسمه على قائمة الترشيحات مرتين على الأقل، ولذا تظهر أسماء الأدباء أكثر من مرة على قوائم الترشيح قبل أن يفوز أي أحد منهم بالجائزة. يتقن أعضاء اللجنة التحكيم ثلاث عشرة لغة. وفي حالة تزكية مرشح يكتب أعماله بلغة مجهولة، يستعين أعضاء اللجنة بالمترجمين وخبراء اللغة لتزويدهم بمقتطفات من كتابات هذا المؤلف. تتشابه طريقة اختيار الفائز مع جوائز نوبل الأخرى في بعض الجوانب. تتألف لجنة التحكيم من 18 عضوًا مُنتخبًا لمدى الحياة، ولا يُسمح لأحد منهم أن يتخلى عن منصبه (حتى عام 2018). في 2 مايو 2018، عدل الملك كارل السادس عشر غوستاف قوانين الأكاديمية كي يسمح لأعضاء اللجنة بأن يقدموا استقالتهم. تنص القواعد الجديدة أيضًا على أنه يمكن للجنة أن تطلب من الأعضاء الذين لم يشاركوا في اختيار الفائز لأكثر من عامين أن يقدموا استقالتهم.
يُعلن عن الفائز بالجائزة عادةً في شهر أكتوبر. ولكن في بعض الأحيان قد تُعلن اللجنة عن الفائز بعد عام من سنة الترشيح مثلما حدث في عام 2018. ففي 4 مايو 2018، أعلنت الأكاديمية السويدية أن الفائز بجائزة نوبل في الأدب لعام 2018 سوف يُعلن عنه في عام 2019 في خضم إتهامات أحد أعضاء اللجنة بالاعتداء الجنسي، ومزاعم بتداخل المصالح، واستقالة عدة مسؤولين.

## الجوائز
يحصل الفائز بجائزة نوبل على قلادة ذهبية، وشهادة تحمل اسمه، ومبلغ من المال. يعتمد مقدار المال الممنوح للفائز على الإيرادات التي جمعتها مؤسسة نوبل في ذات العام. إذا حصل أكثر من مرشح على جائزة نوبل، تُوزع المكافئة المالية على الفائزين بالتساوي فيما بينهم، أو يحصل أحد المرشحين على نصف الجائزة ويقتسم الفائزان الآخران النصف الآخر.
تأرجحت قيمة الجائزة منذ بدايتها، ولكنها ظلت ثابتة في الآونة الأخيرة (اعتبارًا من عام 2012) بحوالي 8 ملايين كرونة سويدية (أي 1,100,000 دولار أمريكي) بعد أن كانت قيمتها 10 ملايين كرونة سويدية. لم تكن تلك أول مرة تقل فيها قيمة الجائزة، ففي البداية كانت قيمة الجائزة 150,782 كرونة سويدية في عام 1901 (ما يعادل 8,123,951 كرونة سويدية في عام 2011)، ومنذ ذلك الحين انخفضت قيمة الجائزة في بعض الأحيان حتى وصلت إلى 121,333 كرونة في عام 1945 (ما يعادل 2,370,660 كرونة في عام 2011). ومنذ ذلك الحين ارتفعت قيمة الجائزة من جديد حتى وصلت إلى ذروتها في عام 2001 بما يعادل 11,659,016 كرونة سويدية في عام 2011.
يحصل الفائز أيضًا على دعوة لإلقاء محاضرة في ستوكهولم خلال «أسبوع نوبل»، ويختتم الحدث بحفلة منح الجائزة ومأدبة تُقام في العاشر من شهر ديسمبر. تُعد جائزة نوبل في الأدب ثاني أكبر جائزة أدبية بعد جائزة شاعر المليون.

### القلادات
يحصل الفائز بجائزة نوبل على قلادة مصكوكة من قبل شركة مينتفيركت في السويد ودار سك العملات في النرويج منذ عام 1902. وهي علامة تجارية مُسجلة لمؤسسة نوبل. تحمل كل قلادة صورة ألفرد نوبل على الجانب الأيسر من الوجه الأمامي للقلادة. تتميز قلادات جوائز نوبل في الفيزياء والكيمياء والطب والأدب بأوجه متطابقة، وتحمل كل واحدة منها صورة ألفرد نوبل وتاريخ ولادته ووفاته (1833–1896). تظهر صورة ألفرد نوبل أيضًا على قلادة جائزة نوبل في الاقتصاد وجائزة نوبل للسلام ولكن بتصميم مختلف. يختلف تصميم الجانب الخلفي من القلادة باختلاف المؤسسة التي تمنح الجائزة. تتميز قلاداتي جائزة نوبل في الفيزياء وجائزة نوبل في الكيمياء بتصميم مماثل. يُنسب الفضل إلى إريك ليندبرغ في تصميم قلادة جائزة نوبل في الأدب.

### الشهادات
يُمنح الفائزين بجائزة نوبل شهادة مُقدمة من ملك السويد مباشرةً. تتميز كل شهادة مُقدمة من الجهة المانحة للجائزة بتصميم فريد خاص بالشخص الفائز بها. تحتوي الشهادة على صورة ونص يتضمن اسم الفائز بالجائزة واستشهادًا بالأسباب التي جعلته جديرًا بها.